# Clansayes
Clansayes [klɑ̃saj] est une commune française située dans le département de la Drôme en région Auvergne-Rhône-Alpes.

## Géographie

### Localisation
La commune est située au nord-est de Saint-Paul-Trois-Châteaux.

### Relief et géologie
Collines tourmentées, ravinées, offrant une gamme surprenante de couleurs, des grès rouges et ocre aux marnes gris bleu.
Sites particuliers :

#### Géologie
Les temps géologiques ont laissé leur empreinte sur le territoire de Clansayes. En témoignent les nombreux fossiles qui le parsèment. 
C’est d’ailleurs grâce à certains de ces fossiles que le nom de Clansayes est connu des géologues, car il a donné son nom à un étage de l’ère secondaire : le Clansayésien (source brochure "Clansayes au fil du temps" réédition mars 2022).

### Hydrographie
La commune est arrosée par :
- L'Alixas, ruisseau attesté en 1891. Joint au ruisseau Rozet, il forme le Saut[1].

### Climat
Pour des articles plus généraux, voir Climat d'Auvergne-Rhône-Alpes et Climat de la Drôme.
En 2010, le climat de la commune est de type climat méditerranéen altéré, selon une étude du CNRS s'appuyant sur une série de données couvrant la période 1971-2000. En 2020, Météo-France publie une typologie des climats de la France métropolitaine dans laquelle la commune est exposée à un climat méditerranéen et est dans la région climatique  Provence, Languedoc-Roussillon, caractérisée par une pluviométrie faible en été, un très bon ensoleillement (2 600 h/an), un été chaud (21,5 °C), un air très sec en été, sec en toutes saisons, des vents forts (fréquence de 40 à 50 % de vents > 5 m/s) et peu de brouillards. 
Pour la période 1971-2000, la température annuelle moyenne est de 13 °C, avec une amplitude thermique annuelle de 17,3 °C. Le cumul annuel moyen de précipitations est de 868 mm, avec 6 jours de précipitations en janvier et 3,7 jours en juillet. Pour la période 1991-2020, la température moyenne annuelle observée sur la station météorologique de Météo-France la plus proche, sur la commune de Pierrelatte à 9 km à vol d'oiseau, est de 14,4 °C et le cumul annuel moyen de précipitations est de 795,2 mm,. Pour l'avenir, les paramètres climatiques de la commune estimés pour 2050 selon différents scénarios d'émission de gaz à effet de serre sont consultables sur un site dédié publié par Météo-France en novembre 2022.

### Voies de communication et transports
On accède à Clansayes par la route RD 133, qui mène du nord au sud, par le col de la Justice, de Valaurie à Saint-Paul-Trois-Châteaux.

## Urbanisme

### Typologie
Au 1er janvier 2024, Clansayes est catégorisée commune rurale à habitat dispersé, selon la nouvelle grille communale de densité à 7 niveaux définie par l'Insee en 2022.
Elle est située hors unité urbaine. Par ailleurs la commune fait partie de l'aire d'attraction de Pierrelatte, dont elle est une commune de la couronne,. Cette aire, qui regroupe 17 communes, est catégorisée dans les aires de moins de 50 000 habitants,.

### Occupation des sols
L'occupation des sols de la commune, telle qu'elle ressort de la base de données européenne d’occupation biophysique des sols Corine Land Cover (CLC), est marquée par l'importance des forêts et milieux semi-naturels (50,1 % en 2018), une proportion identique à celle de 1990 (50,1 %). La répartition détaillée en 2018 est la suivante : 
forêts (40,8 %), zones agricoles hétérogènes (40,4 %), cultures permanentes (9,5 %), milieux à végétation arbustive et/ou herbacée (9,3 %). L'évolution de l’occupation des sols de la commune et de ses infrastructures peut être observée sur les différentes représentations cartographiques du territoire : la carte de Cassini (XVIIIe siècle), la carte d'état-major (1820-1866) et les cartes ou photos aériennes de l'IGN pour la période actuelle (1950 à aujourd'hui).

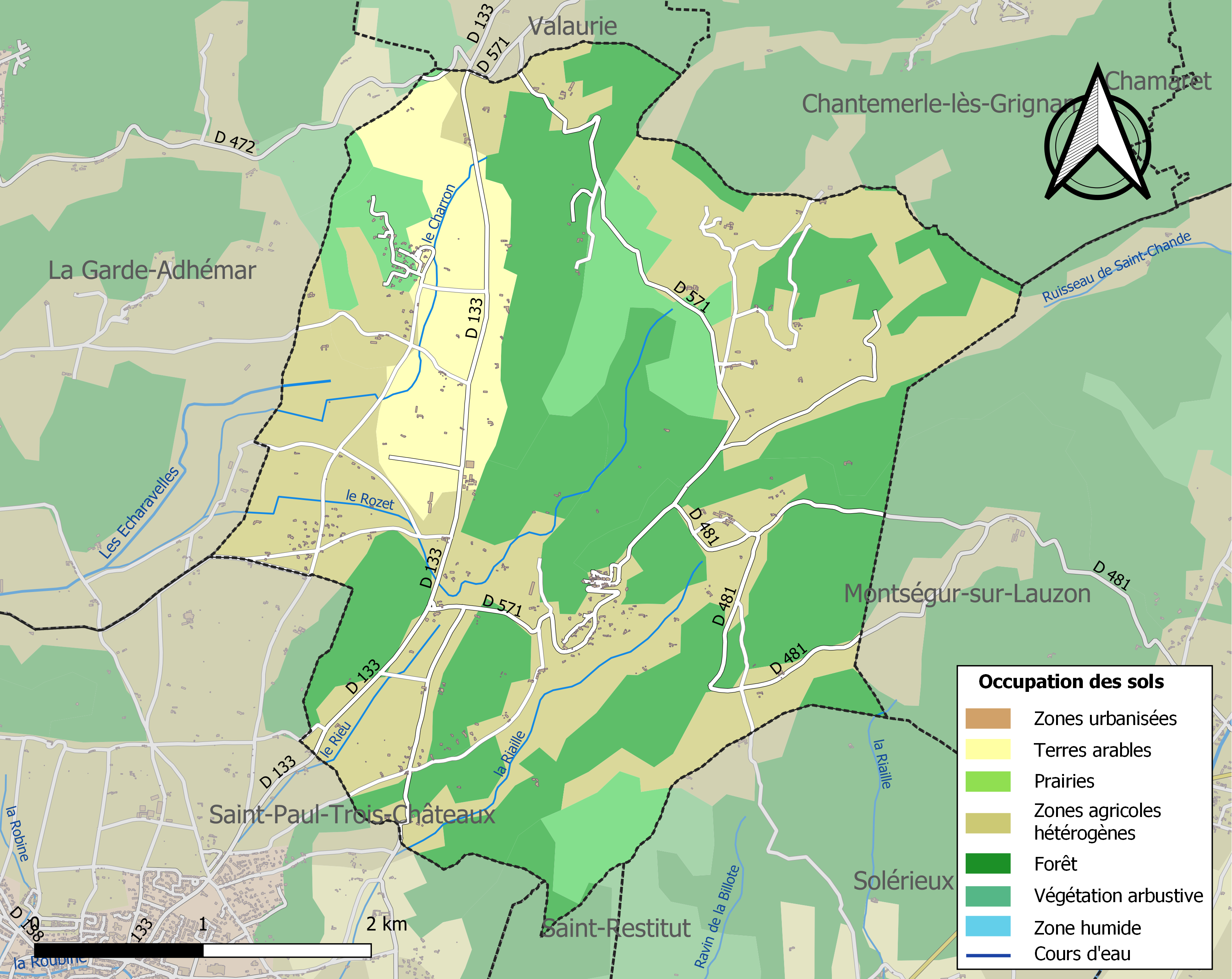
Carte des infrastructures et de l'occupation des sols de la commune en 2018 (CLC).

### Morphologie urbaine
Le village étage ses maisons au flanc du rocher qui émerge d'une série de collines.

#### Quartiers, hameaux et lieux-dits
Site Géoportail (carte IGN) :
- Beauregard
- Château Romanin
- Cordel
- Gaspardon
- la Cicarde
- Ladoux
- la Gandoise
- la Grande Plaine
- la Montagne
- la Petite Plaine
- la Planchette
- l'Eause
- le Château Giraud
- le Devès
- le Plantier
- le Roussillon
- le Rouvergue
- les Crevasses
- les Évignols
- les Fouges
- les Garrigues
- les Genestes
- les Grèses
- les Homais
- les Ornières
- les Rioux
- les Roches
- l'Estoc
- Notre-Dame de Toronne
- Pensier
- Saint-Germain
- Tour des Templiers
- Vignolle

Anciens quartiers, hameaux et lieux-dits :
- Alixas est un quartier attesté en 1891. Il était mentionné de Aleissano en 1304 (archives de Pierrelatte, EE 1)[14].
- Allier est une ferme attestée en 1891[15].

### Risques naturels et technologiques
Le village de Clansayes a été touché par un essaim de séismes d’intensité VII-VIII sur l’échelle MSK en 1772-1773. Cette série commence le 8 juin 1772 à midi par une secousse légère ; d’autres identiques ont lieu les jours suivants. Le 11, un séisme plus fort fait tomber des pierres des murs du château. Les tremblements de terre continuent, avec un plus marqué le 29 novembre. Un autre plus fort a lieu le 16 janvier 1773, suivi d’autres plus puissants le 18, qui refont tomber des pierres des murs du château et ouvrent des fissures dans les murs des maisons, provoquant la panique chez les villageois, qui se refugient dans l’église elle-aussi endommagée par une fissure d’un pouce de large. Des répliques suivent, jusqu’à une plus forte le 23 qui fait tomber le sommet du clocher et agrandit les fissures déjà existantes. M. d’Audiffret, vibailly de Saint-Paul-les-Trois-Châteaux, fait venir des maçons qui étayent ou démolissent les maisons fragilisées. L’intendant de Grenoble, Christophe de Marcheval, fait construire des cabanes en bois pour héberger les habitants, ainsi qu’une chapelle, dans un lieu paraissant plus stable. Le seigneur du lieu, comte du Muy, et l’évêque de Saint-Paul-les-Trois-Châteaux apportèrent aussi des secours à la population. D’autres répliques continuent de se produire, jusqu’à une qui dure trente secondes le 7 février, et une autre assez forte le 22. Des répliques continuent de se produire jusqu’en décembre 1773, soit un essaim de séismes ayant duré 19 mois.

## Toponymie

### Attestations
Dictionnaire topographique du département de la Drôme :
- 1272 : Clansayes (cartulaire de Saint-Paul-Trois-Châteaux).
- 1274 : Clahensays (Gall, christ., I, 121).
- 1280 : Claensais (Gall, christ., I, 121).
- 1285 : Clesensaicum (Columbi, De reb. gest episc. Valent., 44).
- 1332 : Clansayas (Gall, christ., I, 121).
- XIVe siècle : locus et territorium de Clansays (cartulaire de Saint-Paul-Trois-Châteaux).
- (non daté) : Clansaium (cartulaire de Saint-Paul-Trois-Châteaux).
- 1407 : Clansayes (archives de la Drôme, E 5482).
- 1439 : Claenssaies, Tricastinensis diocesis (Long, notaire à Grignan).
- 1449 : Cliensays (choix de documents, 279).
- 1468 : dominus Clansaii (choix de documents, 279).
- 1587 : Clanseies (correspondance de Lesdiguières, III, 38).
- XVIIe siècle : Clausenc (Chorier, Hist. gén., II, 404).
- 1788 : Clansaye (alman. du Dauphiné).
- 1891 : Clansayes, commune du canton de Saint-Paul-Trois-Châteaux.

## Histoire

### Préhistoire
Vaste station au Néolithique. : vestiges, gravures rupestres (muséosite de préhistoire).

### Du Moyen Âge à la Révolution
La seigneurie :
- Au point de vue féodal, Clansayes était une terre du fief des évêques de Saint-Paul-Trois-Châteaux.
- XIIIe siècle : possession des Adhémar qui la rattachent à leur baronnie de Grignan.
- 1732 : la terre passe aux Félix du Muy, derniers seigneurs.

1772 : un tremblement de terre dévaste le pays. La tour (donjon) reste indemne[réf. nécessaire].
1789 (démographie) : environ 400 personnes.
Avant 1790, Clansayes était une communauté de l'élection de Montélimar, subdélégation de Saint-Paul-Trois-Châteaux et de la sénéchaussée de Montélimar.

Elle formait une paroisse du diocèse de Saint-Paul-Trois-Châteaux. Son église était dédiée à saint Michel. Les dîmes appartenaient au prieur de Saint-Amand (commune de Montségur-sur-Lauzon) qui fut uni en 1605 au chapitre de Grignan qui, de ce chef, a été décimateur.

#### Les Templiers et les Hospitaliers
Dictionnaire topographique du département de la Drôme :
- 1508 : preceptoria Beate Marie de Torena (cartulaire de Saint-Paul-Trois-Châteaux).
- 1590 : Nostre-Dame de Theronne (archives de la Drôme, inventaire de Malte).
- 1891 : Saint-Jean-de-Teronne, chapelle de la commune de Clansayes.

Ancienne commanderie de Templiers puis des Hospitaliers de l'ordre de Saint-Jean de Jérusalem. Elle fut unie à celle de Valence au début du XVIIe siècle,.
Autre version : sur une colline plus au sud existait une commanderie hospitalière dite de Sainte-Marie de Toronne dont l'origine templière n'est pas prouvée.

La chapelle Notre-Dame de Toronne, située au sommet d'un monticule, au sud-ouest de Clansayes, dépendait des Hospitaliers de l'ordre de Saint-Jean de Jérusalem[réf. nécessaire].

### De la Révolution à nos jours

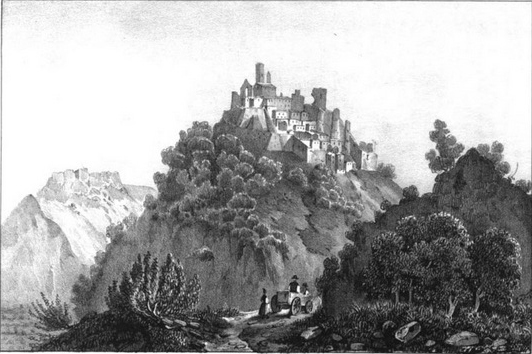
Clansayes au XIXe siècle illustrée par Victor Cassien (1808-1893).

En 1790, la commune est comprise dans le canton de Suze-la-Rousse, et dans celui de la Baume-de-Transit en l'an II (1793-1794).

La réorganisation de l'an VIII (1799-1800) la remet dans le canton de Suze-la-Rousse mais elle est attribuée, l'année suivante, au canton de Pierrelatte (qui devint ensuite le canton de Saint-Paul-Trois-Châteaux). Elle reste dans ce dernier canton après sa réorganisation en 1856.

## Politique et administration

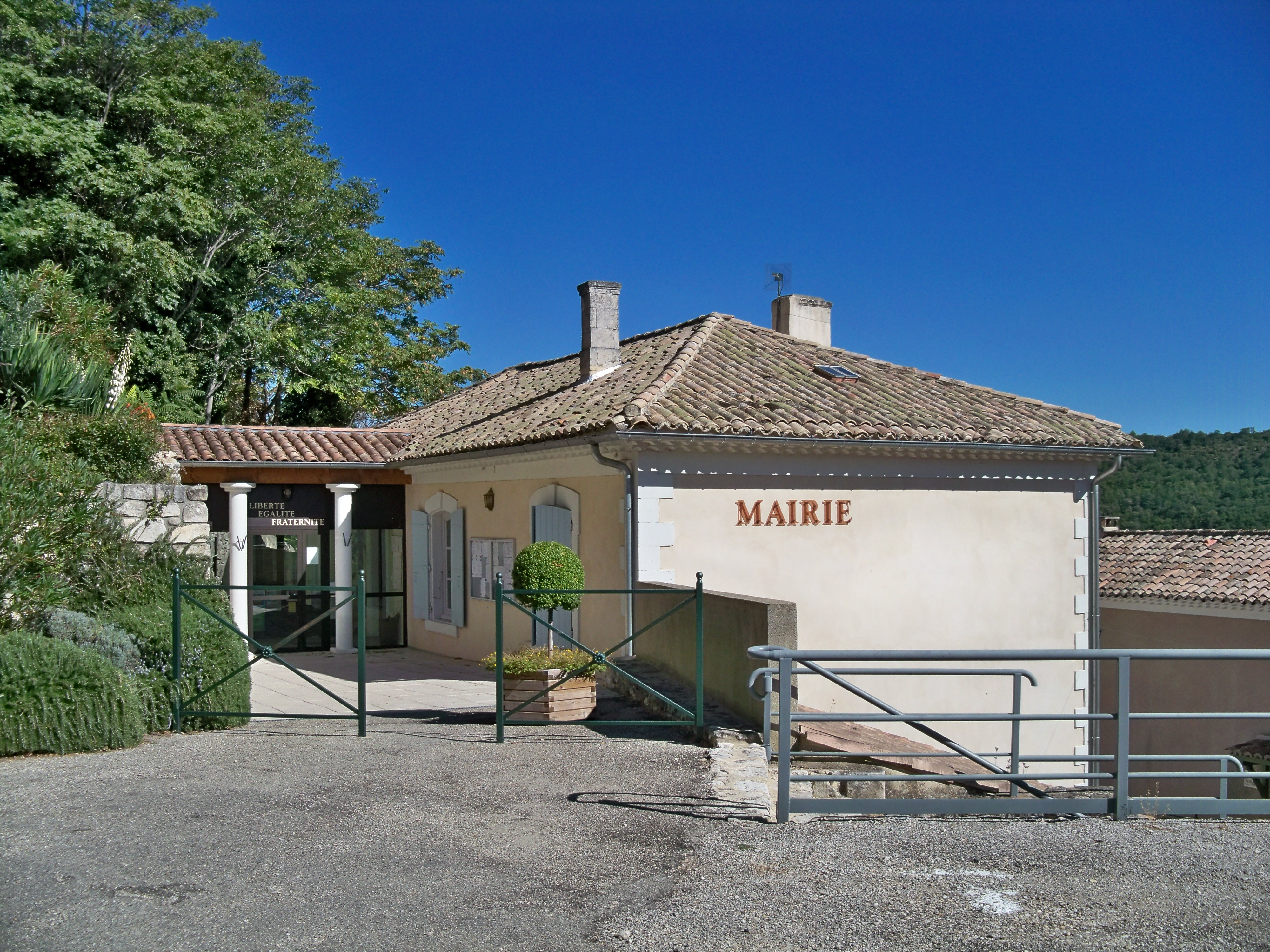
Mairie de Clansayes.

### Liste des maires
| Période                                                                      | Période                       | Identité                              | Étiquette | Qualité       |
| ---------------------------------------------------------------------------- | ----------------------------- | ------------------------------------- | --------- | ------------- |
| Les données manquantes sont à compléter. : de la Révolution au Second Empire |                               |                                       |           |               |
| 1790                                                                         | 1871                          | ?                                     |           |               |
| Les données manquantes sont à compléter. : depuis la fin du Second Empire    |                               |                                       |           |               |
| 1871                                                                         | 1874                          | ?                                     |           |               |
| 1874                                                                         | 1878                          | ?                                     |           |               |
| 1878                                                                         | 1884                          | ?                                     |           |               |
| 1884                                                                         | 1888                          | ?                                     |           |               |
| 1888                                                                         | 1892                          | ?                                     |           |               |
| 1892                                                                         | 1896                          | ?                                     |           |               |
| 1896                                                                         | 1900                          | ?                                     |           |               |
| 1900                                                                         | 1904                          | Auguste Aubert                        |           |               |
| 1904                                                                         | avril 1945                    | Émile Daniel                          |           |               |
| 1945                                                                         | 1947                          | Gustave Merin                         |           |               |
| 1947                                                                         | 1959                          | Marius Arnoux                         |           |               |
| 1959                                                                         | 1977                          | Albert Aubert                         |           |               |
| 1977                                                                         | 1995                          | René Bes                              |           |               |
| 1995                                                                         | 2001                          | Raymond Savel                         |           |               |
| 2001                                                                         | En cours (au 11 février 2021) | Maryannick Garin[source insuffisante] |           | maire sortant |

## Population et société

### Démographie
L'évolution du nombre d'habitants est connue à travers les recensements de la population effectués dans la commune depuis 1793. Pour les communes de moins de 10 000 habitants, une enquête de recensement portant sur toute la population est réalisée tous les cinq ans, les populations de référence des années intermédiaires étant quant à elles estimées par interpolation ou extrapolation. Pour la commune, le premier recensement exhaustif entrant dans le cadre du nouveau dispositif a été réalisé en 2007.

En 2022, la commune comptait 520 habitants, en évolution de −0,38 % par rapport à 2016 (Drôme : +2,64 %, France hors Mayotte : +2,11 %).
| 1793 | 1800 | 1806 | 1821 | 1831 | 1836 | 1841 | 1846 | 1851 |
| ---- | ---- | ---- | ---- | ---- | ---- | ---- | ---- | ---- |
| 406  | 349  | 339  | 379  | 383  | 419  | 447  | 460  | 521  |

| 1856 | 1861 | 1866 | 1872 | 1876 | 1881 | 1886 | 1891 | 1896 |
| ---- | ---- | ---- | ---- | ---- | ---- | ---- | ---- | ---- |
| 478  | 518  | 506  | 516  | 490  | 440  | 432  | 439  | 431  |

| 1901 | 1906 | 1911 | 1921 | 1926 | 1931 | 1936 | 1946 | 1954 |
| ---- | ---- | ---- | ---- | ---- | ---- | ---- | ---- | ---- |
| 405  | 409  | 369  | 317  | 313  | 281  | 253  | 230  | 227  |

| 1962 | 1968 | 1975 | 1982 | 1990 | 1999 | 2006 | 2007 | 2012 |
| ---- | ---- | ---- | ---- | ---- | ---- | ---- | ---- | ---- |
| 199  | 212  | 181  | 287  | 408  | 441  | 511  | 523  | 507  |

| 2017 | 2022 | - | - | - | - | - | - | - |
| ---- | ---- | - | - | - | - | - | - | - |
| 529  | 520  | - | - | - | - | - | - | - |

### Enseignement
La commune relève de l’académie de Grenoble.

### Manifestations culturelles et festivités
- Fête : le dernier dimanche de juillet[19].

### Loisirs
- Un golf[28].

## Économie

### Agriculture
En 1992 : lavande, truffes, vigne (vin AOC Coteaux du Tricastin), ovins.

### Tourisme
- Vieux village pittoresque, maisons anciennes[19].
- Expositions et visites guidées[19].

## Culture locale et patrimoine

### Lieux et monuments
- Vestiges de l'enceinte du XIVe siècle[19].

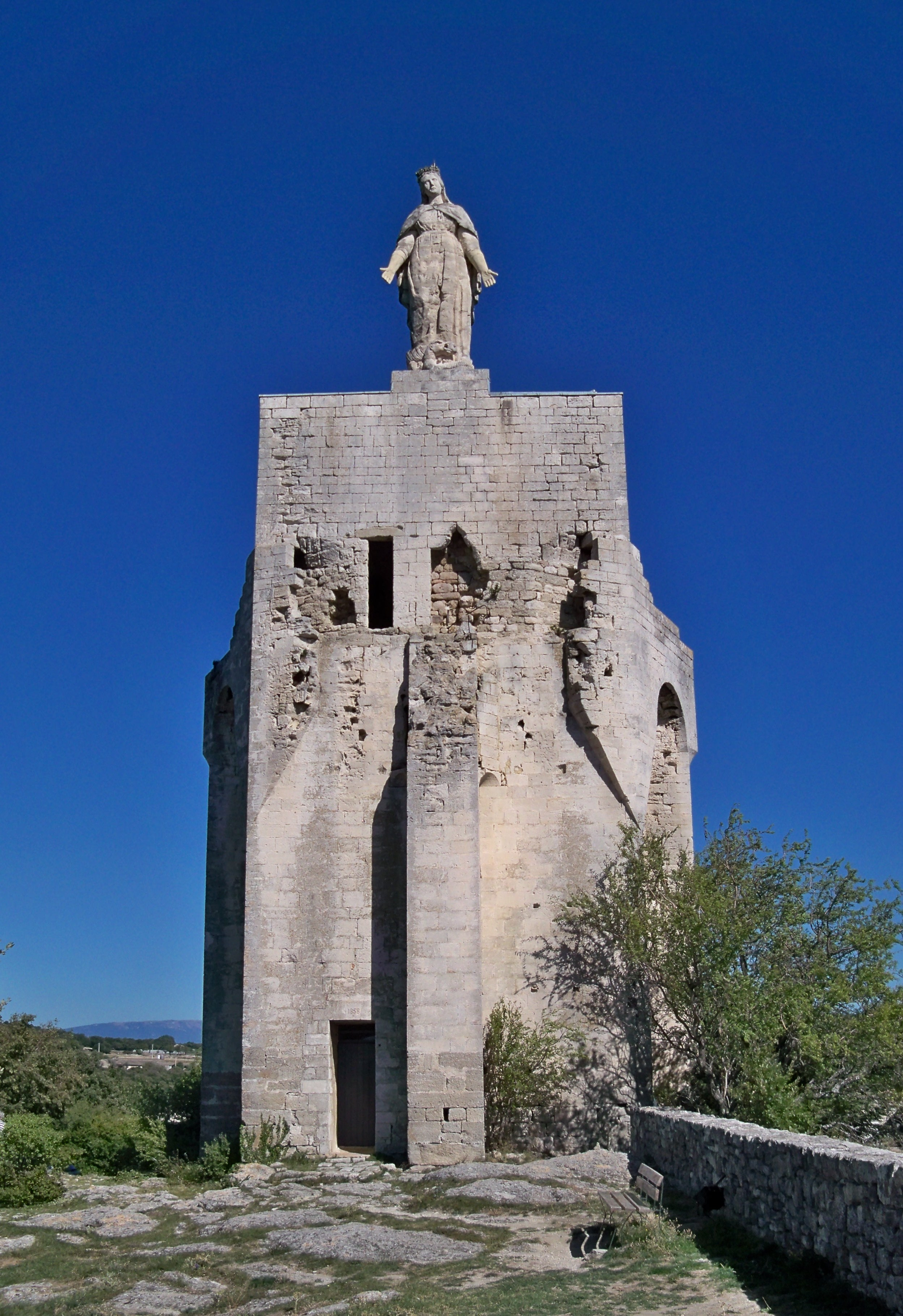
Tour du donjon

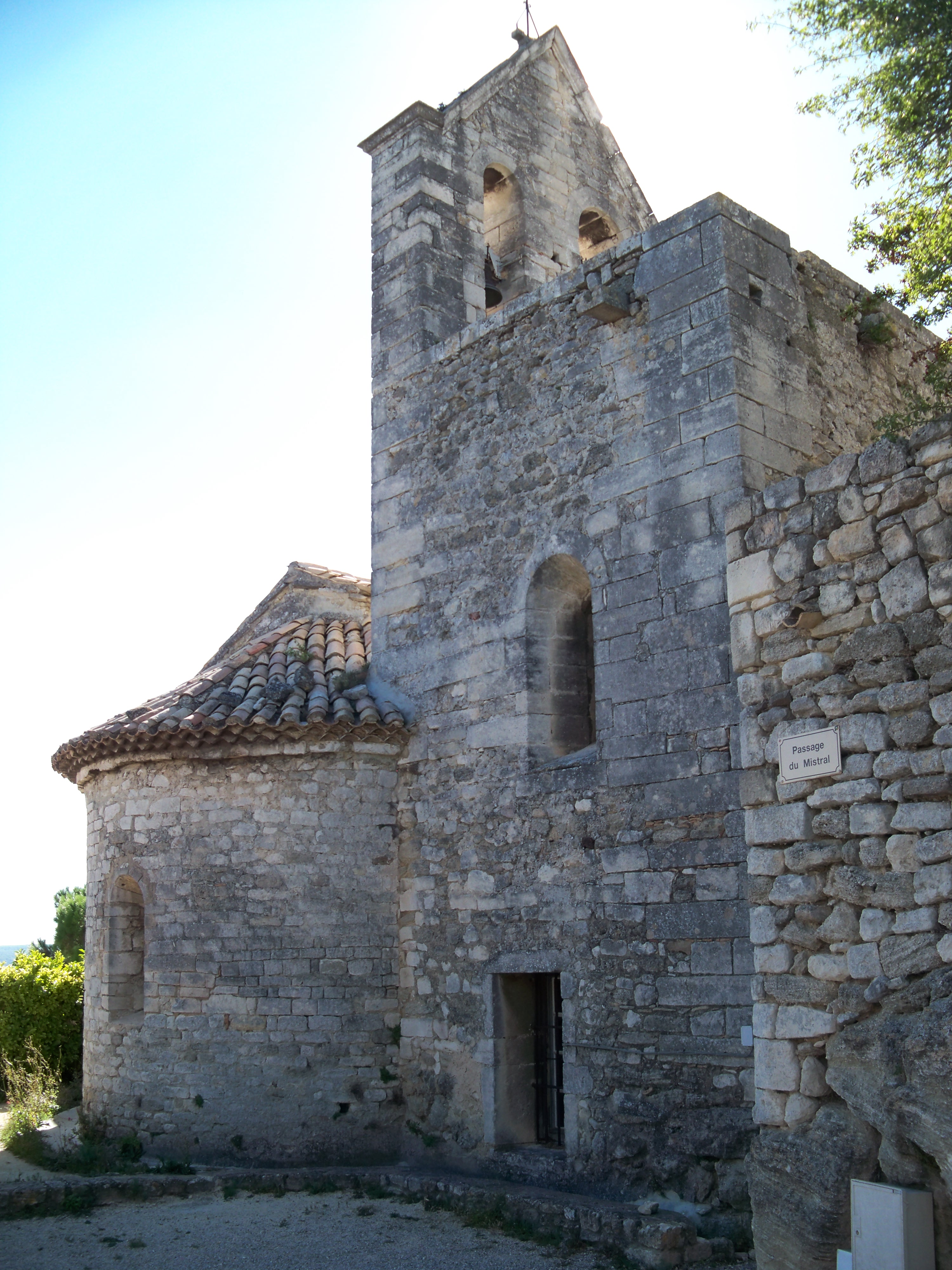
Église Saint Michel

- Le donjon : haut de 15 mètres, il est bâti sur la crête du rocher. De la terrasse on jouit d’un vaste panorama s'étendant jusqu’aux Cévennes. La tour est carrée, mais les contreforts qui flanquent ses quatre faces donnent une forme octogonale au chemin de ronde. Ces contreforts se terminent, dans leur partie supérieure, en mâchicoulis dont les extrémités viennent se rejoindre sur les arêtes des angles, pour former, avec leurs retombaux, des T gigantesques. Un arrêté du district de Montélimar, du 1er nivôse an II (12 février 1794), ordonna la démolition de la tour, mais les démolisseurs, reculèrent devant sa solidité. Elle est actuellement surmontée d’une statue de la Vierge, érigée à l'occasion de la transformation et dédicace de la tour en chapelle mariale en 1859[29]. Elle est classée aux monuments historiques (IMH)[30].
- Église romane du XIe siècle : nef unique, abside en cul-de-four, chapelles latérales gothiques du XIIIe siècle[19].

L'église Saint-Michel est une église romane du XIIe siècle (cependant l'église principale était celle de Toronne, reconstruite en 1206, par le chapelain Ugolin)[réf. nécessaire].
En 1644, lors d'une visite à Clansayes de l'évêque François Adhémar de Monteil, celui-ci autorise la construction des deux chapelles de l'église. Son appareil extérieur ressemble à celui de l'église d'Aleyrac. À l'intérieur, tout y est simple. Ses deux chapelles latérales ont été ajoutées plus tard[réf. nécessaire]. Elle est inscrite aux monuments historiques.
- La chapelle Notre-Dame de Toronne se situe au sommet d'un monticule, au sud-ouest de Clansayes. Ancienne dépendance des Hospitaliers puis abandonnée, la chapelle survécut. Monsieur Revol, curé de Clansayes, fit de grands efforts pour conserver ce vestige du passé. C'est à lui que l’on doit le pèlerinage annuel dont la chapelle fait l'objet depuis 1928[réf. nécessaire].

Chemin de croix : douze oratoires.
- Le Château Romanin (XIXe siècle)[19].

### Patrimoine culturel
- Groupement de recherches et sauvegarde[19].

### Patrimoine naturel
- Panorama et jardin de la colline de Toronne[19].
- Paysage étonnant dû au tremblement de terre[19].

### Personnalités liées à la commune
- Patrice Leconte (né en 1947) : cinéaste de la série des Bronzés. Il possède une maison sur la commune et y vit près de six mois par an[réf. nécessaire].

### Héraldique
|  | Les armes peuvent se blasonner ainsi : Écartelé : au premier et au quatrième d'or aux trois bandes d'azur, au deuxième et au troisième d'azur au donjon du lieu d'or ajouré de sable, sommé d'une statue de la Vierge aussi d'or ; à la croix pattée de gueules brochant sur le tout. Devise : unitas fortitudo (l'union fait la force) |